# Volksbank Alzey-Worms
Die Volksbank Alzey-Worms eG ist eine Genossenschaftsbank mit Sitz in Worms in Rheinland-Pfalz. Sie ist die älteste Volksbank in Rheinhessen.
Das Geschäftsgebiet ist im Osten durch den Rhein und die Landesgrenze begrenzt und erstreckt sich von Mainz im Norden über den Landkreis Alzey-Worms bis ins nordpfälzische Kirchheimbolanden im Westen und die kreisfreie Stadt Worms im Süden.
Die Volksbank Alzey-Worms fühlt sich den Grundsätzen der Selbsthilfe, der Selbstverantwortung und Selbstverwaltung der genossenschaftlichen Urväter Hermann Schulze-Delitzsch und Friedrich Wilhelm Raiffeisen verbunden.

## Geschichte

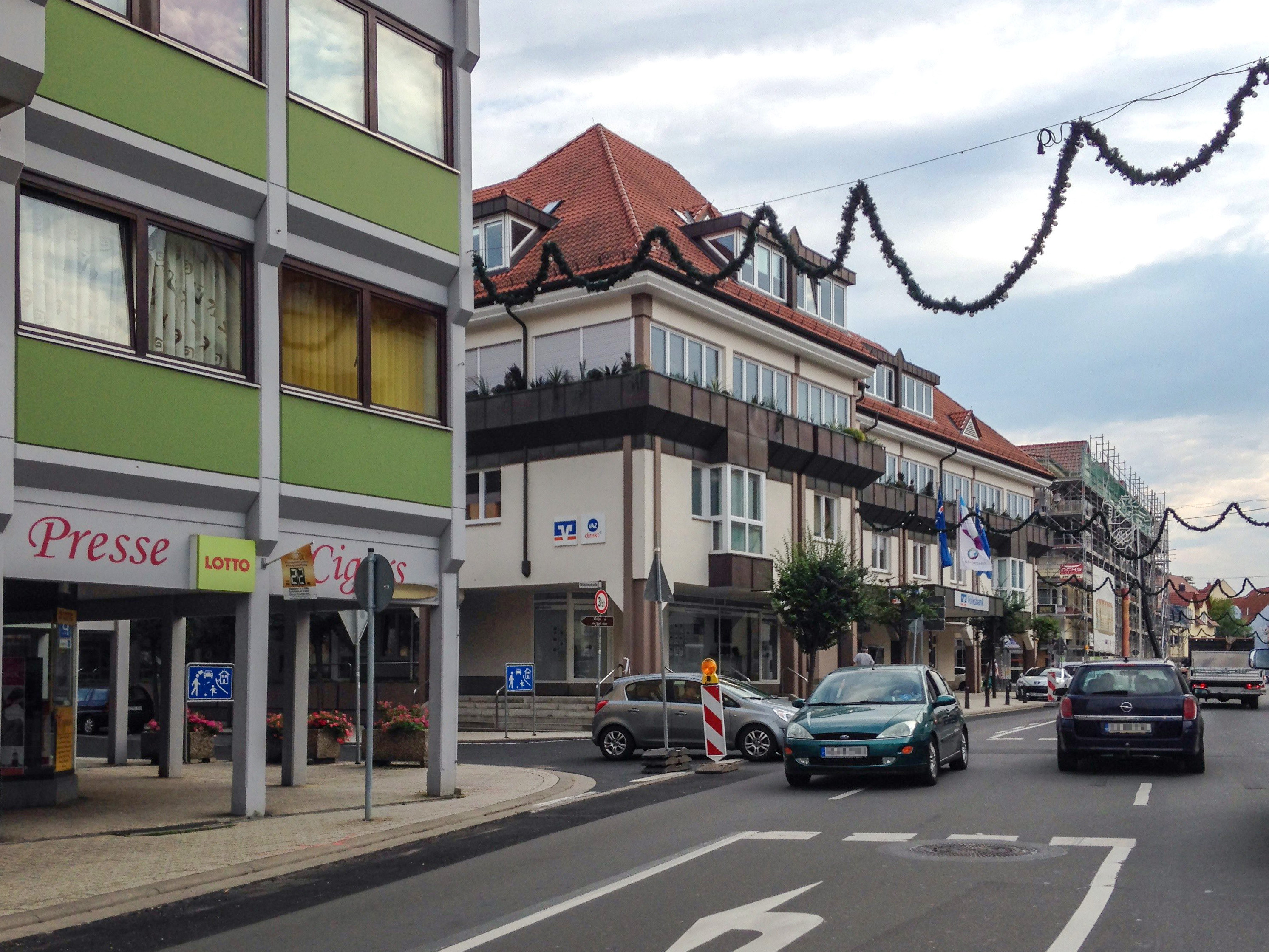
Filiale der Volksbank in Alzey

Die Geschichte der Volksbank Alzey reicht bis 1926 zurück. Im Zuge der Genossenschaftsbewegung im 19. Jahrhundert wurde die Bank am 1. April 1926 von Alzeyer Kaufleuten gegründet. Aus den damals 73 Gründungsmitgliedern wurden bis zum Zusammenschluss mit der Volksbank Worms-Wonnegau fast 34.000 Mitglieder.
Die Volksbank Alzey fusionierte 1970 mit der Volksbank Kirchheimbolanden, 1993 mit der Spar- und Kreditbank Gau-Odernheim, 1998 mit der Volksbank Wörrstadt, 2007 mit der Raiffeisenbank Donnersberg und 2008 mit der Volksbank Rhein-Selz. Sie hatte zuletzt rund 80.000 Kunden.
Die Geschichte der Wormser Volksbank lässt sich hingegen bis hin zur Gründung des Wormser „Vorschuss und Creditvereins“ am 29. Dezember 1860 zurückverfolgen. Nach mehreren Zusammenschlüssen zur Volksbank Worms-Wonnegau schloss sich 2009 noch die Volksbank Rheindürkheim an.
Am 30. Mai 2012 beschloss die Vertreterversammlung der Volksbank Worms-Wonnegau eG die Fusion mit Alzey, die Vertreterversammlung der Volksbank Alzey schloss sich am 20. Juni 2012 an. Durch den Zusammenschluss entstand die „Volksbank Alzey-Worms eG“.
Im Jahre 2014 fusionierte die Volksbank Alzey-Worms eG mit der VR-Bank Mainz eG, die seitdem als Niederlassung VR-Bank Mainz weitergeführt wird. Im Jahr 2022 folgte die Fusion mit der Raiffeisenkasse Erbes-Büdesheim und Umgebung e.G. mit Sitz in Erbes-Büdesheim.
Die Stiftung der Volksbank Alzey-Worms unterstützt den Elisabeth-Langgässer-Literaturpreis.

## Filialen
Die Volksbank Alzey-Worms eG betreibt neben Worms und Alzey auch in folgenden Orten Filialen (Stand: Juli 2025):
Bodenheim, Mainz-Finthen, Flonheim, Flörsheim-Dalsheim, Gau-Odernheim, Göllheim, Mainz-Gonsenheim, Guntersblum, Heidesheim, Kirchheimbolanden, Nackenheim, Nierstein, Ober-Olm, Osthofen, Worms-Herrnsheim, Worms-Horchheim, Worms-Pfeddersheim, Undenheim, Westhofen und Wörrstadt. Dazu kommen zahlreiche SB-Stellen.